# Collinsia verna
Collinsia verna är en grobladsväxtart som beskrevs av Thomas Nuttall. Collinsia verna ingår i släktet collinsior, och familjen grobladsväxter. Inga underarter finns listade i Catalogue of Life.

## Bildgalleri

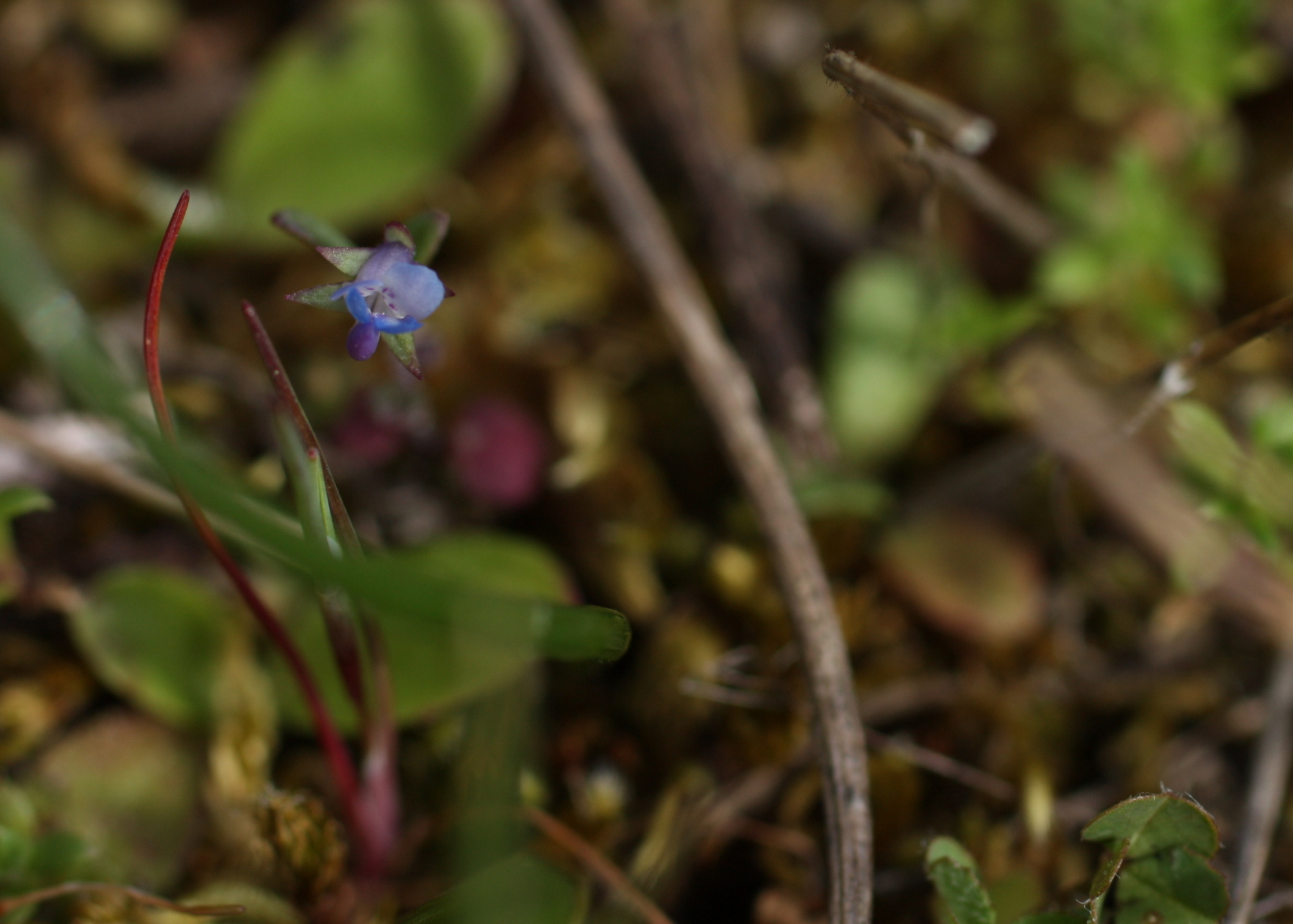
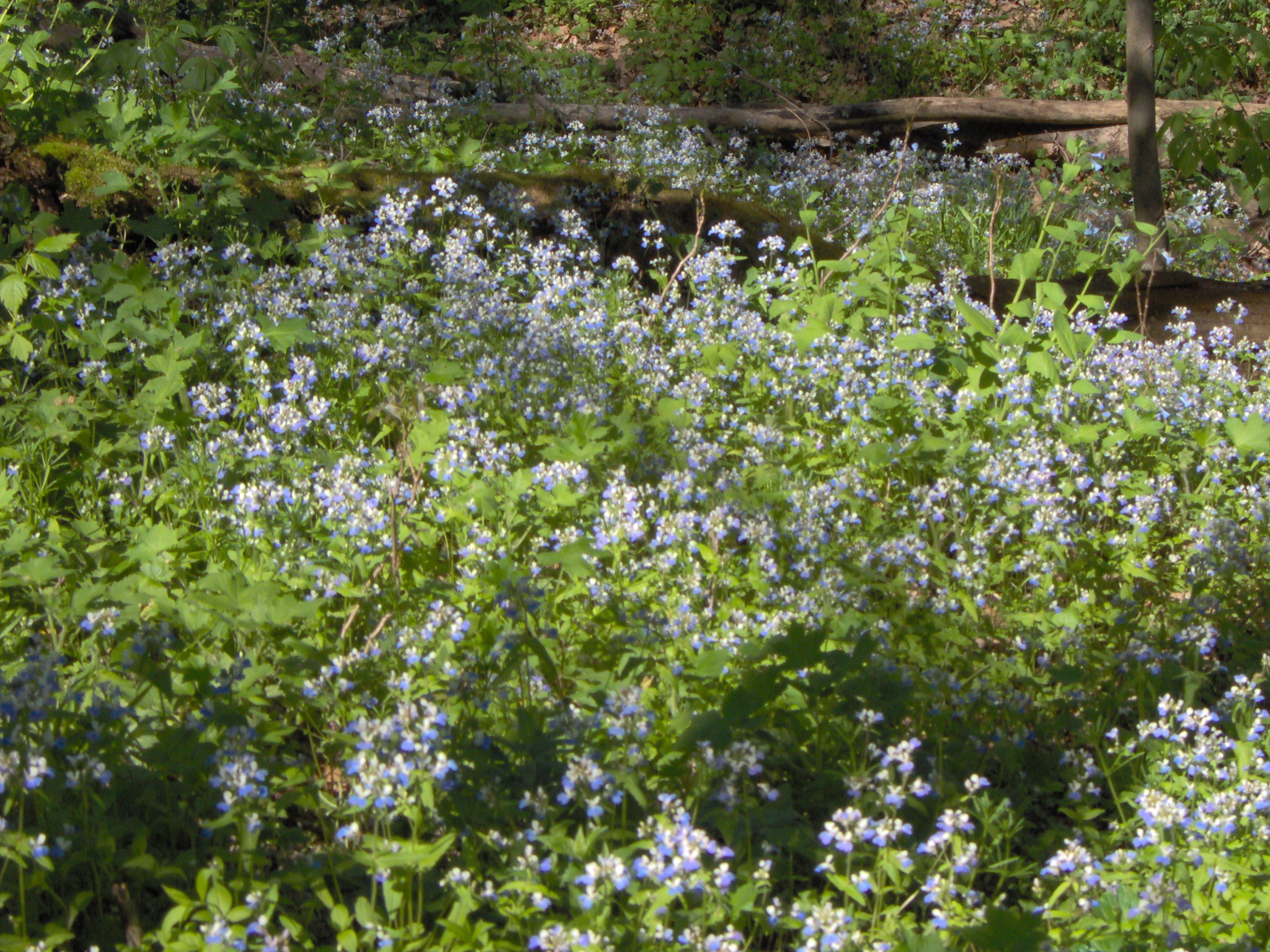